# Еуріку Гаспар Дутра
Еуріку Гаспар Дутра (порт. Eurico Gaspar Dutra; 18 травня 1883 — 11 червня 1974) — бразильський державний та військовий діяч, маршал армії, шістнадцятий президент країни (1946—1951).

## Військова кар'єра
Еуріку Дутра народився 18 травня 1883 року в Куябі, столиці провінції Мату-Гросу. У віці 17 років вступив на військову службу та був зарахований до військової школи, яку закінчив 1910 року в званні лейтенанта.
Наступні двадцять років Дутра неухильно просувався кар'єрними сходами й до 1930 року зайняв один із командних постів в армії, завдяки чому зміг надати підтримку Жетулью Варгасу, який прийшов до влади. 1932 року Дутра був призначений начальником військової академії, а за чотири роки зайняв пост військового міністра в уряді Варгаса. На цьому посту Дутра провів модернізацію армії та 1941 року створив військово-повітряні сили Бразилії.
Після оголошення Бразилією війни Німеччині 1942 року, Дутра як військовий міністр очолив Бразильський експедиційний корпус, що брав участь у бойових діях в Італії спільно з військами Союзників.

## На посту президента
1945 року Дутра взяв активну участь у державному перевороті, що усунув Варгаса. Дутра висунув свою кандидатуру на пост президента від Соціал-демократичної партії та переміг на виборах, що відбулись 2 грудня.
Першочерговим завданням уряду Дутри стала розробка нової конституції країни, яку було оприлюднено 18 вересня 1946 року. З її прийняттям вперше за дев'ять років було скликано Конгрес. У цій конституції було відновлено принцип прямих виборів президента, термін правління якого обмежувався 5 роками. Була легалізована діяльність усіх політичних партій. Багато прав та пільг, отриманих робітниками за часів диктатури Варгаса, нова конституція закріпила законодавчо.
До помітних подій президентства Дутри можна віднести заборону на азартні ігри, початок телевізійного мовлення в Ріо-де-Жанейро та участь військ Бразилії у розв'язанні Суецької кризи в межах миротворчої місії ООН. Також за часів його правління у жовтні 1947 були розірвані дипломатичні відносини з СРСР.
У внутрішній політиці президент Дутра сприяв лібералізації економіки й відкрив шлях іноземним підприємствам. Він долучився до США під час холодної війни. Як наслідок проамериканської позиції, ринок Бразилії наповнився імпортом із США, зросла інфляція та суттєво знецінилась національна валюта крузейро. Промислова олігархія, відчувши загрозу своїм прибуткам, спробувала заморозити зарплатню. Країною прокотилась хвиля страйків, держава опинилась на межі кризи та соціальної дестабілізації. Дутра як президент втратив підтримку економічної еліти. Зрештою, за результатами президентських виборів 1950 року до влади в Бразилії знову прийшов Жетулью Варгас.
Після цього відійшов від політичної діяльності. 11 червня 1974 року він помер.

## Пам'ять
На честь Дутри було названо один з найбільших у світі алмазів (вагою 409 карат), добутий у Бразилії 1949 року.